# Rostrenen
Rostrenen (tiếng Breton: Rostrenenn) là một xã của tỉnh Côtes-d’Armor, thuộc vùng Bretagne, tây bắc Pháp.

## Dân số
Người dân ở Rostrenen được gọi là Rostrenois.